# Acadèmia de Tolosa

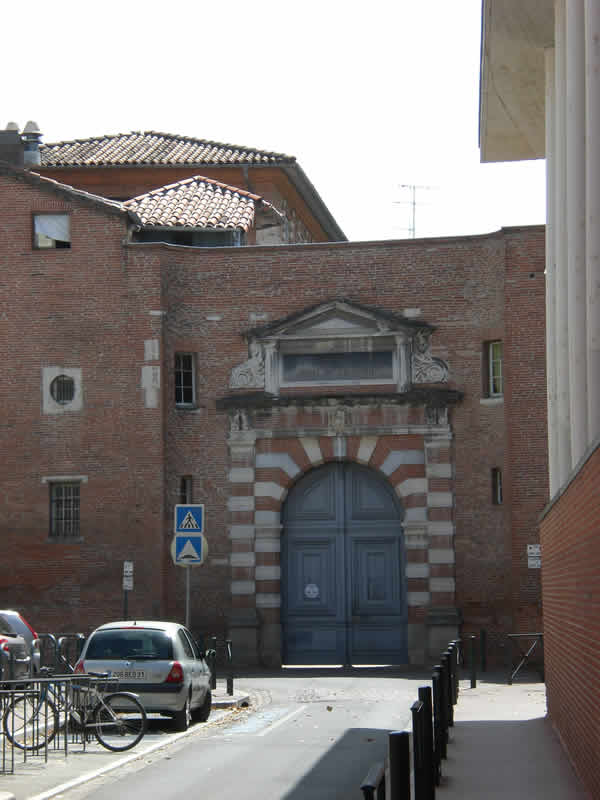
Acadèmia de Tolosa. Façana amb l'entrada monumental.

L'Acadèmia de Tolosa de Llenguadoc és una circumscripció educativa, administrada per un Rector. Reagrupa els conjunts educatius dels departaments de l'Ariège (09), de l'Aveyron (12), de l'Haute-Garonne (31), del Gers (32), del Lot (46), dels Hautes-Pyrénées (65), del Tarn (81) i de Tarn-et-Garonne (82).
El rectorat és situat a Tolosa.